# Baie des Trépassés
La baie des Trépassés est une dépression située à l'extrémité occidentale du cap Sizun. Enserrée entre les falaises de la pointe du Raz et la pointe du Van, elle constitue une côte basse sur la façade atlantique et se trouve sur les communes de Plogoff et de Cléden-Cap-Sizun (territoire du Cap Sizun). Faisant partie de la côte d'Iroise, son rivage forme une longue plage de sable reliant les deux pointes. La baie des Trépassés est partie intégrante du Grand Site de France Pointe du Raz en Cap Sizun, et à ce titre sa protection et sa gestion sont assurées par le Syndicat mixte pour l'aménagement et la protection de la Pointe du Raz et du Cap Sizun.

## Étymologie

Carte de la mer d'Iroise avec la baie des Trépassés à proximité de la pointe du Raz.

Son nom, Bae an Anaon en breton, est à l'origine de sa triste réputation : une légende raconte en effet qu'autrefois les cadavres des naufragés s'y échouaient fréquemment.
L'une des hypothèses avancées est liée à l'histoire malheureuse de l'activité maritime de passage ou de pêche côtière dans les parages du Raz de Sein. La configuration des courants de marée et les vents dominants de secteur ouest repoussaient en effet les corps des marins naufragés sur la plage - bien que les courants s'opposent.
Une autre explication ferait revenir aux naufrageurs locaux l'origine de ce nom.
Une autre hypothèse, considère que cette plage pourrait devoir son nom sinistre à une erreur de traduction : elle s'appelait à l'origine Bae an Avon, "la baie de la source" (un petit fleuve côtier s'y jette effectivement). Mais l'erreur conforte la légende.
Enfin, une tradition celtique rapporte que cette baie était le lieu d'embarquement des druides morts en partance pour l'île de Sein.
La baie, ouverte plein ouest face à l'Atlantique et recevant tout au long de l'année un vent assez fort, parfois violent assorti d'une grosse houle déferlante, constitue un spot de surf assez réputé dans toute la Bretagne.

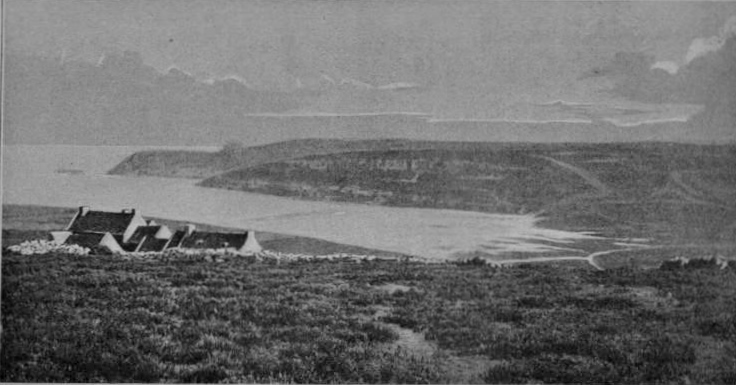
La Baie des Trépassés en 1899 (photographie de Louis Rousselet)
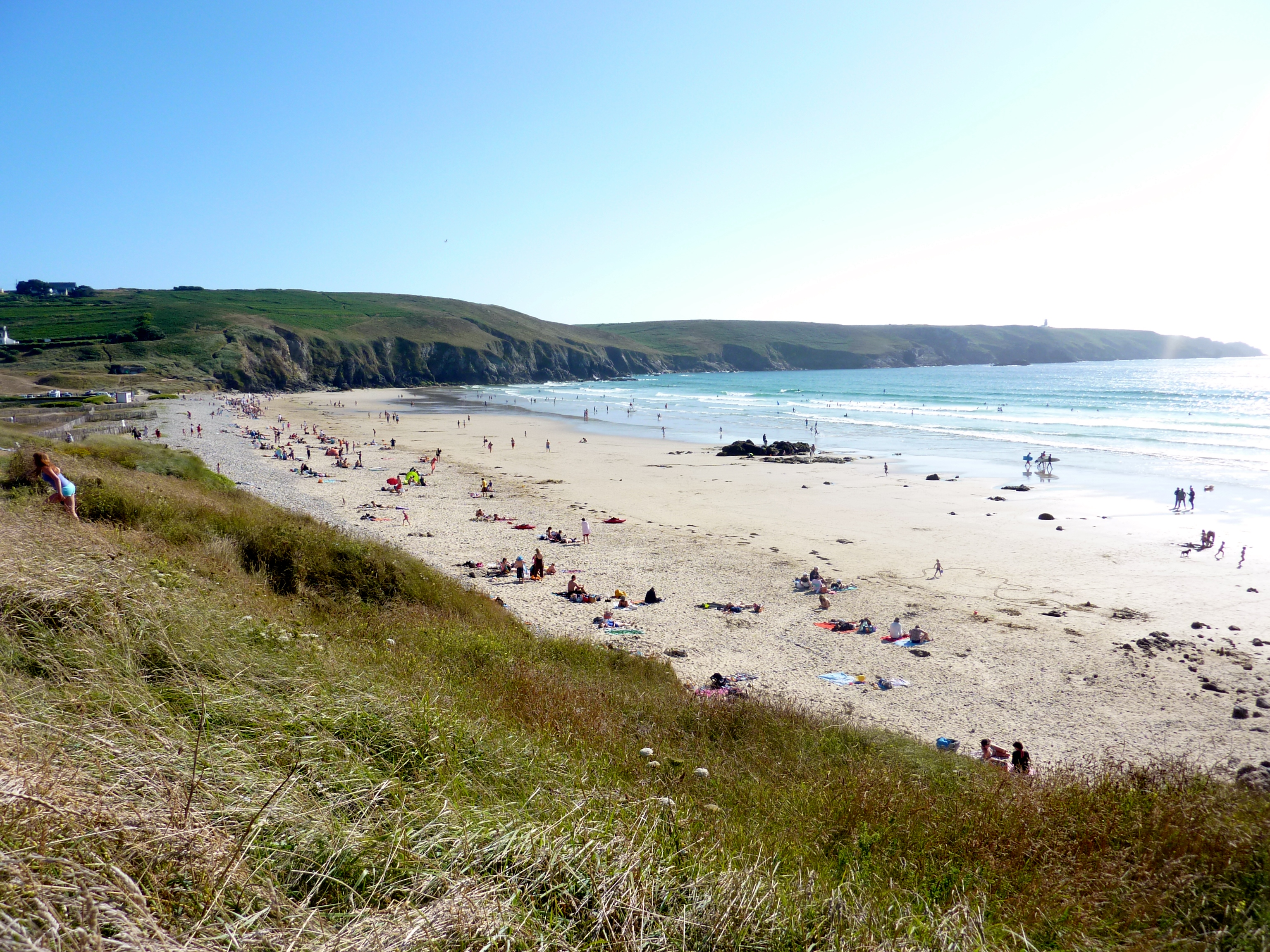
La Baie des Trépassés vue du nord
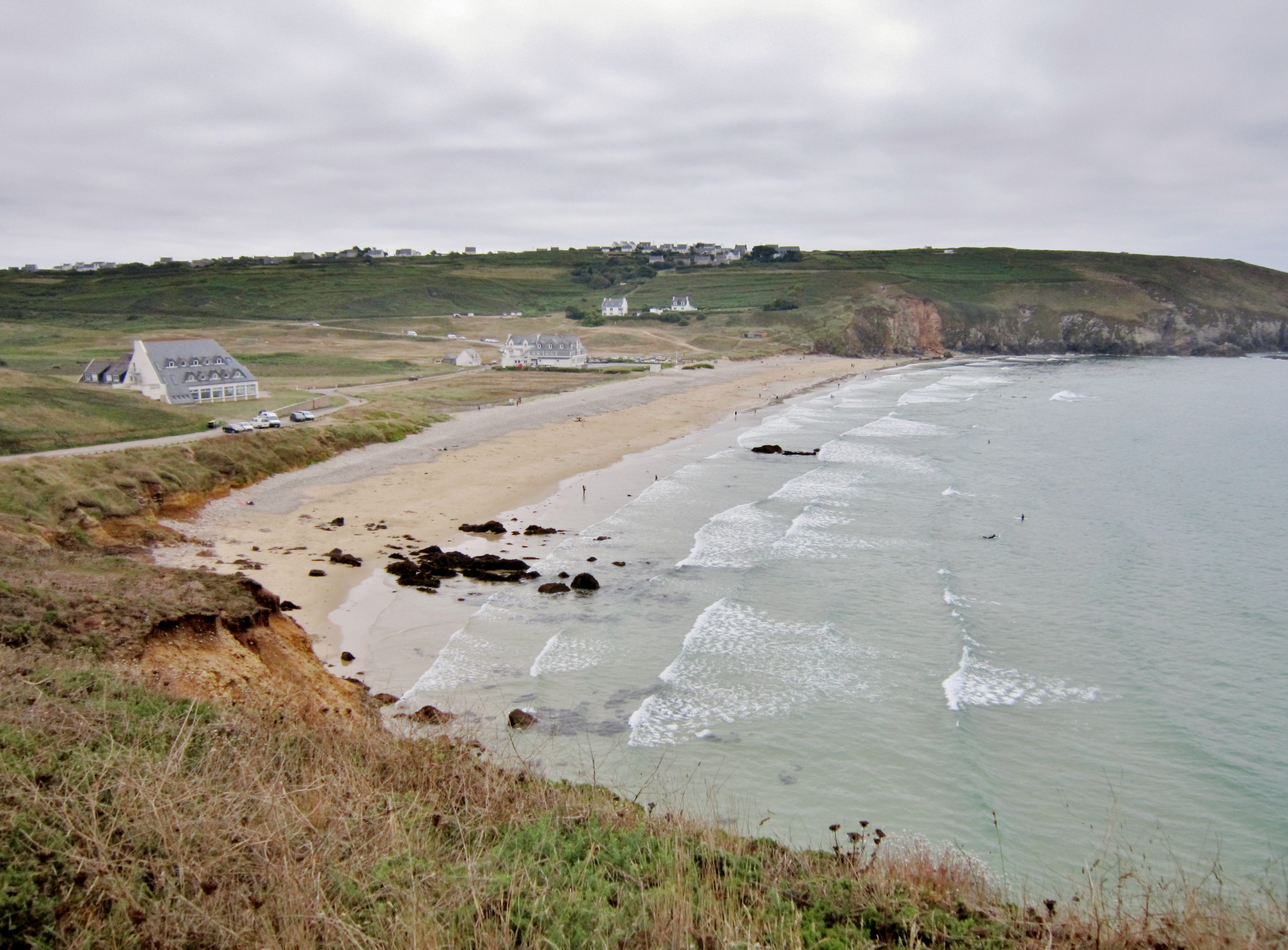
La Baie des Trépassés vue du nord depuis le GR 34 venant de la pointe de Kerludu.
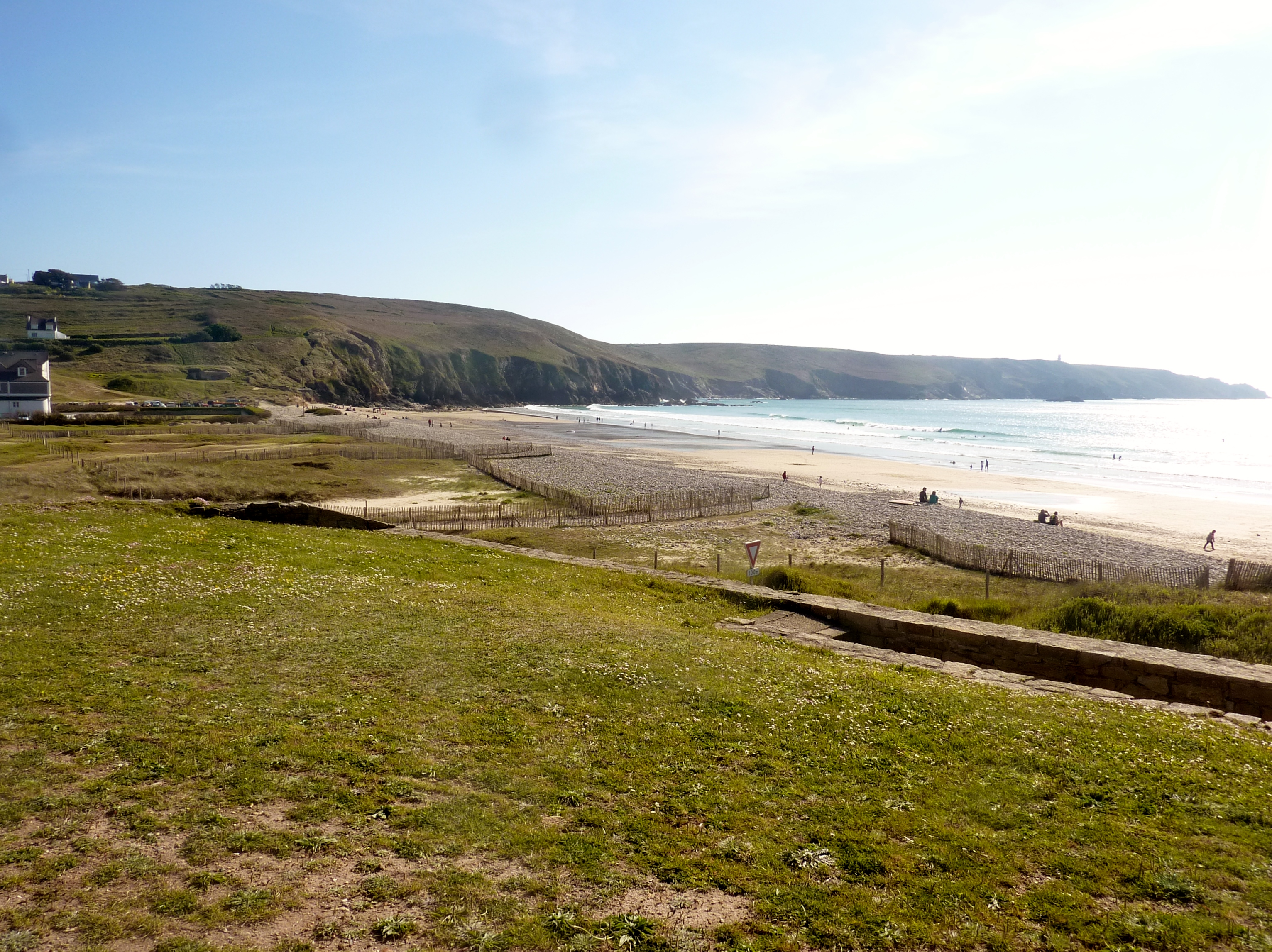
La Baie des Trépassés vue depuis la route venant de la Pointe du Van
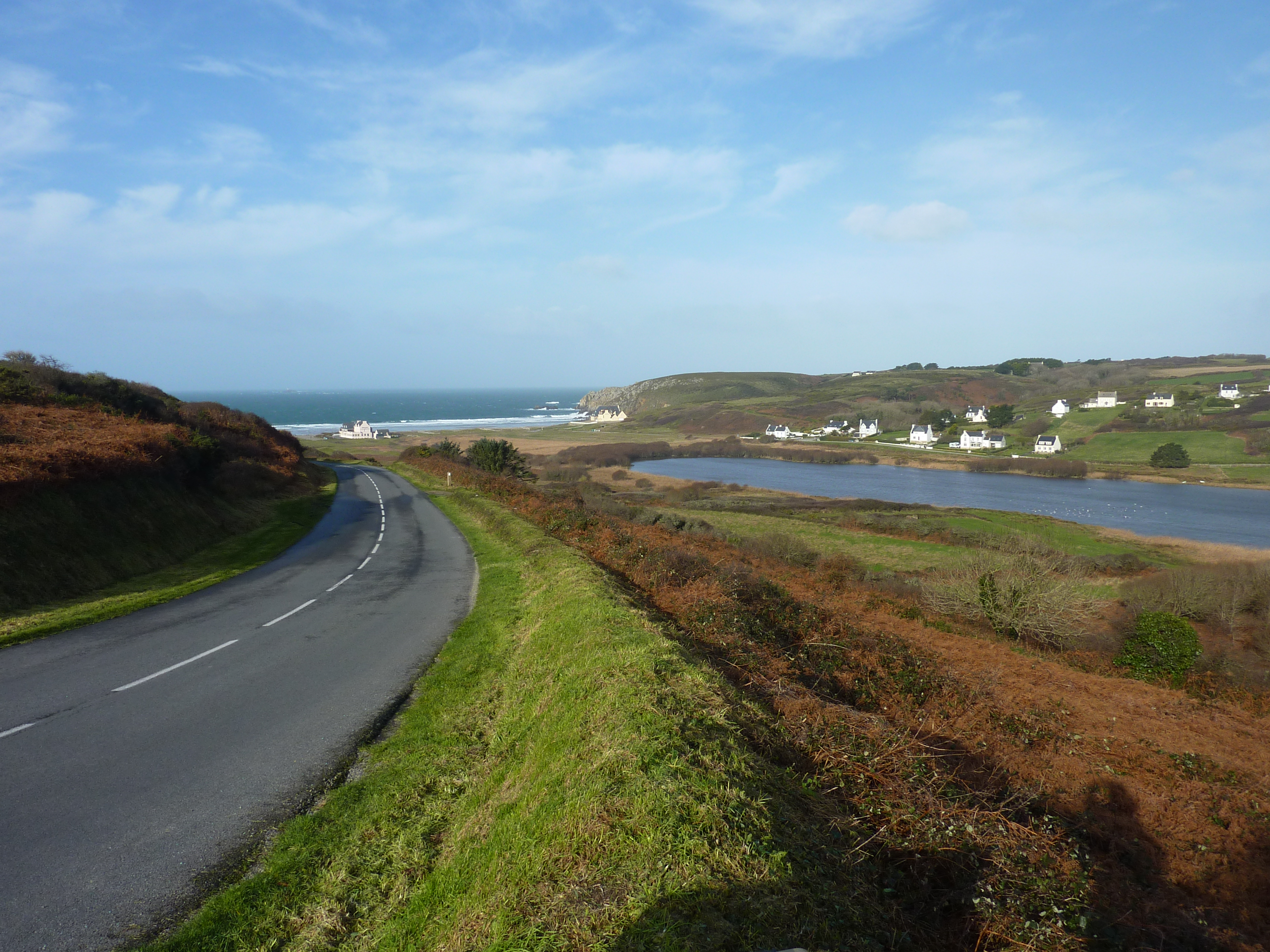
La Baie des Trépassés et l'étang de Laoual
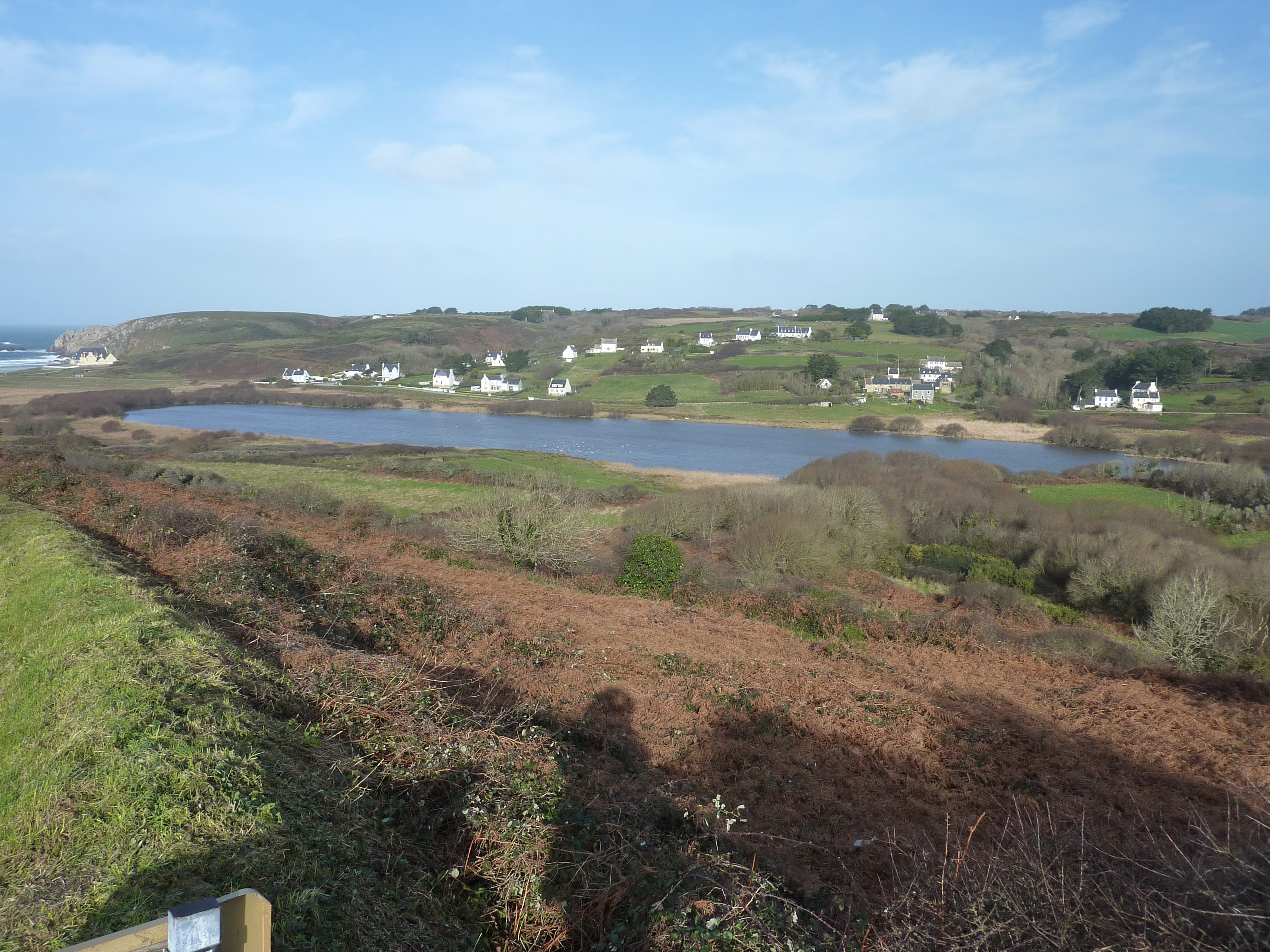
L'étang de Laoual en arrière de la Baie des Trépassés

## Géographie

### Situation géographique
Cette baie fait partie la branche inférieure d'un trident rocheux fendant la mer d'Iroise à l'ouest du Finistère, avec ses trois pointes, la pointe Saint-Mathieu, la presqu'île de Crozon et la pointe du Raz. Elle est située à l'extrémité occidentale du cap Sizun.

### Cadre géologique

Carte géologique du Massif armoricain.

La baie est située à l'une des extrémités occidentales du Massif armoricain. Elle correspond au prolongement occidental du domaine centre armoricain (synclinorium médio-armoricain) et du domaine sud armoricain (domaine hercynien). Elle résulte pour l'essentiel de l'érosion différentielle du fossé stéphanien (étage carbonifère) par rapport aux deux pointes rocheuses qui la bordent au Nord et au Sud et qui se traduisent par deux plateaux parallèles, orientés presque est-ouest, à l'altitude de 70 à 80 m.
Le domaine hercynien est marqué par la phase orogénique bretonne du cycle varisque, au début du Carbonifère inférieur, ou Tournaisien, il y a environ 360 Ma. La collision continentale au cours de l'orogenèse varisque proprement dite se traduit dans le Massif armoricain par un métamorphisme général de basse-moyenne pression, formant les gneiss et micaschistes au nord de la baie, par des phases de cisaillement (en) (à l'origine des accidents linéamentaires) et par la mise en place de nombreux leucogranites intrusifs (granites de teinte claire à deux micas, biotite et muscovite) au sud.
« Entre la pointe du Van et la pointe du Raz, la dépression de la baie des Trépassés correspond à un fossé tectonique d'âge stéphanien (290 M.A.), bordé au Nord et au Sud par les failles liées aux deux linéaments. Les sédiments, parfois tourbeux ou charbonneux, déposés dans ce bassin, ont été redressés lors des rejeux ultérieurs des grands accidents. Ils correspondent à des faciès détritiques continentaux. Il est possible que certains lambeaux de schistes cristallins mylonitisés, bordant la dépression tectonique, soient d'âge paléozoïque inférieur ».
La baie fait partie des sites d'intérêt géologique bretons.

## Références littéraires

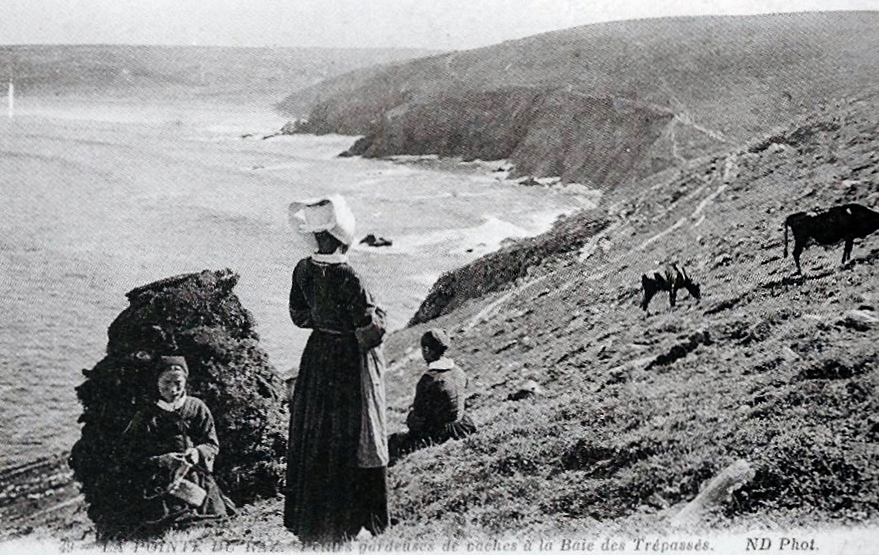
Petites gardeuses de vaches à la Baie des Trépassés (carte postale ND Photo).